# Diviš z Krupky
Diviš z Krupky (německy Dionysius von Graupen; † 16. století) byl český františkán a pozdější přívrženec Lutherovy reformace.
Stal se prvním lektorem františkánského studijního domu v Kadani. Na provinční kapitule, která se konala v létě 1524 v Kadani předložil k diskusi některé reformační teze, které předtím podle Lutherova vzoru přibil na vrata kláštera. Většina kapitulárů teze rezolutně odmítla. Po zmíněné kapitule bratr Diviš spolu se svými několika konvertovanými žáky konvent opustil. Řádoví představení chtěli Diviše tajně zatknout. Zachránil se útěkem na hrad Hasištejn, kde mu úkryt poskytl Vilém Hasištejnský z Lobkovic.